# Die heiße Spur (Film)
Die heiße Spur (Originaltitel: Night Moves) ist ein US-amerikanischer Spielfilm aus dem Jahr 1975. Der Regisseur war Arthur Penn, das Drehbuch schrieb Alan Sharp. Die Hauptrollen spielten Gene Hackman, Jennifer Warren und Susan Clark; in einer der Nebenrollen ist Melanie Griffith zu sehen, die in diesem Film ihre erste bedeutende Rolle hatte.

## Handlung
Harry Moseby, ein ehemaliger Football-Profi, arbeitet als Privatdetektiv in Los Angeles. Zufällig erfährt er, dass seine Frau ihn betrügt. Er nimmt den Auftrag der alternden Schauspielerin Arlene Iverson an, ihre von zu Hause ausgerissene Tochter Delly Grastner zu finden.
Moseby findet Delly bei ihrem Stiefvater Tom Iverson im US-Bundesstaat Florida und nähert sich ihr an, zunächst ohne ihr seinen Auftrag zu verraten. Er schläft mit Toms Lebensgefährtin Paula. Beim Tauchen entdeckt Delly ein Flugzeugwrack, in dem sie die Leiche ihres vormaligen Liebhabers Marv Ellman erkennt. Dieser hatte zusammen mit Tom und Paula Schmuggelgeschäfte betrieben. Als Moseby Paula und Tom damit konfrontiert, verwickelt Tom ihn in einen Kampf, in dessen Verlauf Tom das Bewusstsein verliert. Moseby fährt mit Paula zurück zum Wrack, aus dem Paula das Schmuggelgut birgt. Zurück an der Wasseroberfläche wird sie von Toms Wasserflugzeug angegriffen und getötet, während Moseby vom Piloten angeschossen wird. Als das Flugzeug mit dem Schmuggelgut kollidiert und sinkt, erkennt Moseby in dem Piloten seinen Freund Joey, der mit einigen der Protagonisten an Filmsets zusammengearbeitet hatte. Harry muss entdecken, dass jeder Beteiligte seine eigenen Motive verfolgt, die er erst zu spät erkennt.

## Kritiken
Der Lexikon des internationalen Films urteilte, Die heiße Spur sei „ein nüchterner Detektivfilm“, der vor allem durch die Darstellerleistungen und psychologische Profilierung fessle. Der Film sei „eine äußerst reizvolle Neubelebung klassischer Detektivfilme der 40er Jahre, akzentuiert durch Kommentare zur (damaligen) amerikanischen Gegenwart, die sich zu einem subtilen Psychogramm des Landes verdichten.“

## Auszeichnungen
Gene Hackman wurde 1976 als bester Hauptdarsteller für den BAFTA-Award nominiert, der jedoch an Al Pacino (Hundstage und Der Pate – Teil II) ging.